# One Million Signatures
One Million Signatures is een petitie voor Iraanse vrouwenrechten met als doel 1 miljoen handtekeningen te verzamelen.
Uit protest tegen de arrestaties en vervolgingen na de grote demonstratie voor vrouwenrechten te Teheran in 2006 lanceerde Iraanse vrouwenrechtenactivisten onder leiding van advocate Shirin Ebadi de dappere One Million Signatures campagne. Hiermee eisen ze een einde aan discriminerende wetgeving in Iran.
Ondanks de arrestaties en dreigende processen gaan de vrouwenrechtenactivisten door met hun strijd tegen de behandeling van vrouwen als tweederangs burgers. Ze oefenen druk uit op de autoriteiten om bestaande discriminerende wetgeving (onder andere in huwelijk, scheiding, voogdij en erfenis) te herzien.

## Olaf Palme-prijs 2008
Op 6 maart 2008 zou Parvin Ardalan in Stockholm de Olof Palme-prijs ontvangen voor haar leidende rol in de One Million Signatures campaign voor vrouwenrechten in Iran. Op 3 maart werd ze echter van het vliegtuig geplukt door de autoriteiten en zal ze moeten verschijnen voor de rechtbank..

## Bron
1. ↑  Amnesty International Nederland - Mensenrechten van vrouwen
2. ↑  action.humanrightsfirst.org

- Amnesty International, afdeling Nederland overgenomen met toestemming van Martijn van Es, Eindredacteur Internet.